# کایتن سوشی

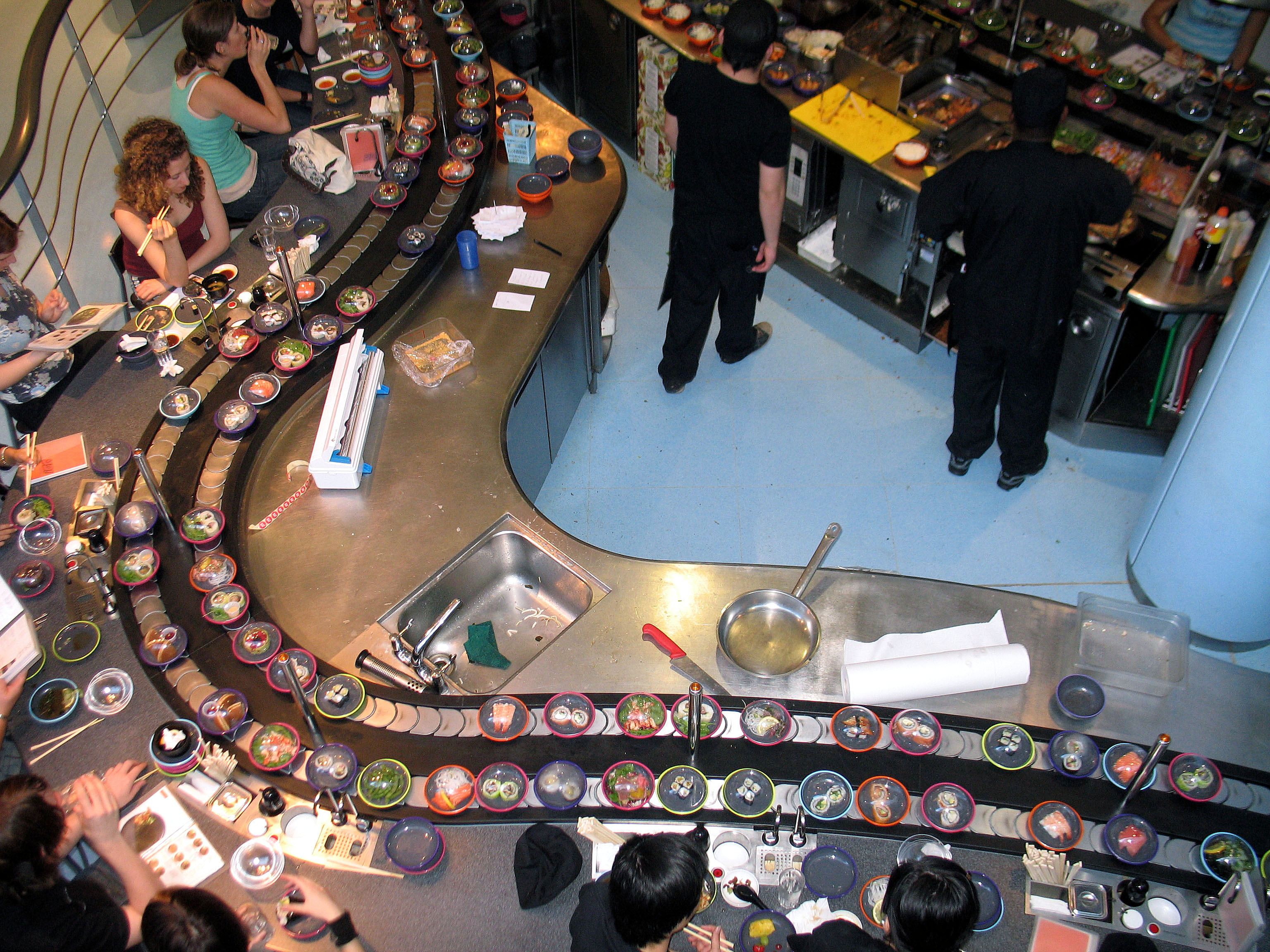
کایتن‌سوشی در انگلستان

کایتن سوشی (به ژاپنی: 回転寿司) رستورانی است که انواع سوشی بر روی ظروف کوچکی قرار داده شده و به صورت اتوماتیک بر روی تمسه‌ای چرخان چرخانده می‌شود. مشتریان می‌توانند آزادانه این ظروف سوشی را انتخاب کرده و بردارند. در پایان قیمت هر ظرف سوشی و تعداد ظروف برداشته شده، محاسبه و پرداخت می‌شود. مختصات این نوع رستوران در ارزان بودن آن است.

#### کایتن سوشی چیست؟
کایتن سوشی نوع  روش سرو سوشی با روش غذاهای فست فودی است. در کایتن سوشی‌ها غذاها در طول رستوران بر روی یک نوار نقاله می‌گردند. نام این رستوران‌ها در زبان ژاپنی به معنای «سوشی چرخشی» است. کایتن سوشی‌ها با رستوران‌های معمولی سرو سوشی که معمولاًمشتری‌ها روبه‌روی آشپز می‌نشینند و سفارش خود را مستقیما به سرآشپز می‌دهند تفاوت دارد. کایتن سوشی‌ها برای اولین بار به منظور سرو غذا برای مشتریان بیشتر در زمان کمتر به وجود آمد. در خارج از کشور ژاپن  کایتن سوشی را با نام «قایق سوشی» یا «قطار سوشی» می‌شناسند که سوشی‌ها را بر روی قایق‌های شناور یا واگن‌های قطارهای خیلی کوچک یا روی نوار نقاله سرو می‌کنند.
اگرچه این رستوران را به عنوان رستوران فست‌فود می‌شناسند، اما به لطف مهارت آشپزهای سوشی در ژاپن، این غذا با مواد تازه و قیمت نسبتاً ارزان سرو می‌شود به علاوه دارای کیفیت بسیار خوبی است. اغلب دانش‌آموزانی که می‌خواهند با هزینه‌ی کمتری غذا بخورند یا کارمندانی که به دنبال خوردن یک غذای سریع هستند و یا دوستان و خانواده‌هایی که می‌خواهند سوشی را در یک محیط دوستانه‌تر میل کنند به کایتن سوشی می‌آیند.
رفتن به کایتن سوشی نیازی به رزرو نیست البته رستوران‌های محبوب‌تر ممکن است دارای صف‌های طولانی باشند. اگر در مقابل رستوران‌ها صف مشتریان را دیدید، از کارمند رستوران که در حال یادداشت کردن اسامی است بخواهید اسم شما را یادداشت کند. اگر هم صفی وجود ندارد می‌توانید وارد رستوران شوید و به کارکنان رستوران بگویید که چند نفر هستید. آن‌ها شما را به سمت صندلی راهنمایی می‌کنند. شما باید چوب غذاخوری، یک ظرف سس سویا و ترشی زنجبیل بر روی میز خود داشته باشید. همچنین برای شما یک «اوشیبوری» یا حوله‌ی مرطوب می‌آورند تا پیش از خوردن غذا دستان‌تان را تمیز کنید.

#### چه نوشیدنی در کایتن سوشی سرو می شود؟
معمولا در کایتن سوشی‌ها چای سبز بدون محدودیت سرو می‌شود. در جایگاه خود می‌توانید یک چای و آب جوش پیدا کنید و به راحتی چای سبز را در فنجان خود درست کنید. همچنین می‌توانید نوشیدنی‌های دیگری از جمله ساکی هم سفارش دهید.

#### منوی غذا کایتن سوشی؟
اغلب سوشی‌های معروف ژاپن در کایتن سوشی‌ها سرو می‌شوند؛ اما از آنجایی‌که فضای این رستوران‌ها کمی با رستوران‌های سوشی ژاپن متفاوت است، آن‌ها سعی می‌کنند مواد غذایی جدیدتری هم به سوشی‌ها اضافه کنند. برای مثال تاپینگ‌هایی مانند رست بیف، سالاد، سیب زمینی و حتی برگرهای مینیاتوری بر روی سوشی‌ها دیده می‌شود. غذاهای دیگری مانند سوپ میسو، اِدامامه، مرغ سرخ کرده، سیب زمینی سرخ کرده و دسر و شیرینی هم در منوی این رستوران‌ها دیده می‌شوند.

##### برداشتن غذا از روی نوار نقاله
تنها کاری که باید انجام دهید این است که از روی نوار نقاله مقابل‌تان غذای خود را بردارید. البته بهتر است توجه کنید که کدام غذا به تازگی به این نوار اضافه شده است. البته کارکنان رستوران غذاهای قدیمی را از روی نوار نقاله برمی‌دارند.

##### سفارش دادن از روی منو
برخی از مردم ترجیح می‌دهند غذای خود را مستقیماً به سرآشپز سفارش دهند. در این صورت سرآشپز غذا را آماده می‌کند و آن را با نمادی که نشان دهد این غذا مربوط به یک مشتری خاص است، روی نوار نقاله قرار می‌دهد تا هیچ‌کس آن را تصادفا بر ندارد. اگر در کنار سرآشپز می‌شینید می‌توانید از یکی از کارکنان بخواهید تا سفارش شما را به سرآشپز منتقل کند. برخی از رستوران‌ها دارای منوی الکترونیک هستند و می‌توانید در یک صفحه‌ی لمسی منو را مشاهده و غذای خود را سفارش دهید. بهتر است پیش از سفارش غذا به قیمت‌ها نگاه کنید.

#### نحوه پرداخت در کایتن سوشی ها
پس از تمام کردن غذا با در دست داشتن همه‌ی بشقاب‌های سوشی، کاسه یا هر ظرف دیگری که در آن غذا خوردید می‌توانید از کارکنان بخواهید غذای شما را حساب کنند. اگر طبق قوانین رستوران باید کنار صندوق غذای خود را حساب کنید، باید ظرف‌هایتان را به کنار صندوق ببرید تا مبلغ غذا را برای‌تان محاسبه کنند. انعام دادن در ژاپن مرسوم نیست بنابراین نیازی به گذاشتن مبلغی به عنوان انعام نیست.